# Wahdat al-Wujud
Wahdat ul-Wujud (Arabisk: وحدة الوجود, Tyrkisk: Vahdet-i Vücud eller Varlığın Birliği) betyder "enhed af eksistens" eller "enhed af skabelse" og er betegnelsen for det panenteistiske gudssyn, som findes blandt nogle muslimer (hovedsageligt sufier). Ifølge dette syn, er universet en del af Gud. Med andre ord anses Gud som værende den eneste sandhed, og at al eksistens findes som en del af Gud. Ifølge denne overbevisning, er hele Guds skabelse er opstået fra ingenting `adim (عدم ikke-eksistens) til wujud (وجود eksistens).